# P–18
A P–18 Tyerek (cirill betűkkel: П-18 Терек, NATO-kódja: Spoon Rest D, GRAU-kódja: 1RL131) szovjet távolfelderítő rádiólokátor, melyet az 1960-as évek végén fejlesztettek ki a P–12 rádiólokátorból, elsősorban az SZ–75 légvédelmi rakétarendszer számára. Az Ural 4320, vagy Ural-375 alvázra 360°-ban elforgatható módon szerelték fel a lokátor 16 Yagi-antennáját. Alacsony üzemelési frekvenciája (VHF, 1–10 m hullámhossz) a lopakodó repülőgépeket könnyebben fel tudja deríteni a korszerűbb, magasabb frekvencián dolgozó lokátoroknál, ezért korszerűsített példányait számos ország napjainkban is rendszerben tartja. A Szovjetunióban utódja az 1L13 Nyeba, a Magyar Honvédségnél hadrendben álló példányokat 2000-től korszerűsítették.
A Gorkiji Rádiótechnikai Tudományos Kutatóintézetben tervezték az 1960-as évek második felében.
A Magyar Honvédség medinai radarszázadának P–18 típusú kereső radarjával ismételte meg Bay Zoltán Hold-radar-kísérletét a Magyar Honvédség és a HM Haditechnikai Intézet (HM HTI) a fizikus születése 100. évfordulójának évében, 2000. október 12-én.